# Смитфилд (Лондон)
Смитфилд (англ. Smithfield) ― район, расположенный в центре Лондона, часть района Фаррингдон, западного округа Лондонского сити, Англия. Главная улица этого района ― Уэст-Смитфилд.
В этом районе расположен ряд городских учреждений, таких как госпиталь Святого Варфоломея, Чартерхаус и Ливрейные компании. Мясной рынок Смитфилда датируется 10 веком и в настоящее время является единственным оставшимся оптовым рынком Лондона, работающим непрерывно со средневековых времен. В этом районе также находится старейшая сохранившаяся большая церковь Святого Варфоломея, основанная в 1123 году нашей эры.
Смитфилд был свидетелем многих казней еретиков и политических мятежников на протяжении веков, а также шотландского рыцаря сэра Уильяма Уоллеса и Уота Тайлера, лидера крестьянского восстания, среди многих других религиозных реформаторов и инакомыслящих.
Рынок Смитфилд, здание крытого рынка II класса, было спроектировано викторианским архитектором сэром Горацием Джонсом во второй половине 19 века и является архитектурной особенностью этого района. Некоторые из его первоначальных помещений вышли из употребления в конце 20-го века и оказались под угрозой сноса. Публичное расследование Лондонской корпорации в 2012 году получило широкую поддержку плана восстановления города, направленного на сохранение исторической идентичности Смитфилда.

## Галерея
- Центральный рынок и Гранд-авеню
- Вход на Гранд-авеню с юга
- Внутри Птичьего рынка
- Интерьер рынка
- Общий рынок (ныне заброшенный)
- Внутри Общего рынка (ныне заброшенного)
- Восточная Птичья авеню
- Мясной зал
- Монастыри церкви Святого Варфоломея Великого приората и больница Бартс
- Больница Святого Варфоломея Лесса и Бартса
- Ворота Святого Иоанна
- Чартерхаус-сквер
- Здание администрации Лондонского порта
- Бывшая Центральная холодильная камера, в настоящее время электростанция